# Pacific Tri-Nations 1982
Das Pacific Tri-Nations 1982 war die erste Ausgabe des Rugby-Union-Turniers Pacific Tri-Nations. Dabei spielten die Nationalmannschaften von Fidschi, Westsamoa und Tonga um den Titel des Ozeanien-Meisters. Nach drei Spielen, in denen die drei Teilnehmer jeweils einmal gegen die beiden anderen Teams antraten, sicherte sich Samoa den Titel.

## Tabelle
|    | Land      | Spiele | Siege | Unent. | Ndlg. | Spiel- punkte | Diff. | Tabellen- punkte |
| -- | --------- | ------ | ----- | ------ | ----- | ------------- | ----- | ---------------- |
| 1. | Westsamoa | 2      | 2     | 0      | 0     | 21:11         | + 10  | 4                |
| 2. | Fidschi   | 2      | 1     | 0      | 1     | 47:14         | + 33  | 2                |
| 3. | Tonga     | 2      | 0     | 0      | 2     | 7:50          | − 43  | 0                |

## Ergebnisse
| 21. August 1982 | Fidschi              | 8 : 10        | Westsamoa                              | National Stadium, Suva |
| 21. August 1982 | Versuche: Laulau (2) | (4:4) Bericht | Versuche: Salesa Tasi Erhöhungen: Sasi | National Stadium, Suva |

| 25. August 1982 | Tonga              | 3 : 11  | Westsamoa                                 | Teufaiva Sport Stadium, Nukuʻalofa |
| 25. August 1982 | Versuche: Halafihi | Bericht | Versuche: Salesa Tasi Straftritte: Salesa | Teufaiva Sport Stadium, Nukuʻalofa |

| 28. August 1982 | Fidschi | 39 : 4         | Tonga               | National Stadium, Suva |
| 28. August 1982 | Versuche: Laulau Lutumailagi Nadruku Rauto (2) Salusalu Taoba Erhöhungen: Rokowailoa (4) Straftritte: Rokowailoa | (15:0) Bericht | Versuche: Fungavaka | National Stadium, Suva |